# Ghiacciaio Nishi-naga-iwa
Il ghiacciaio Nishi-naga-iwa (in giapponese: 西長岩-氷河, Nishi-naga-iwa-hyōga, ossia "ghiacciaio occidentale della roccia lunga") è un ghiacciaio situato sulla costa del Principe Olav, nella Terra della Regina Maud, in Antartide. Il ghiacciaio fluisce verso nord fino a giungere sulla costa, dove sfocia in mare tra la roccia Daruma e capo Arakui.

## Storia
Il ghiacciaio Nishi-naga-iwa è stato mappato da cartografi giapponesi grazie a fotografie aeree scattate nel corso della spedizione giapponese di ricerca antartica svoltasi tra il 1957 e il 1962, e così battezzato in associazione con il ghiacciaio Higashi-naga-iwa, situato circa 9 km più a est.